# Volkmarskeller

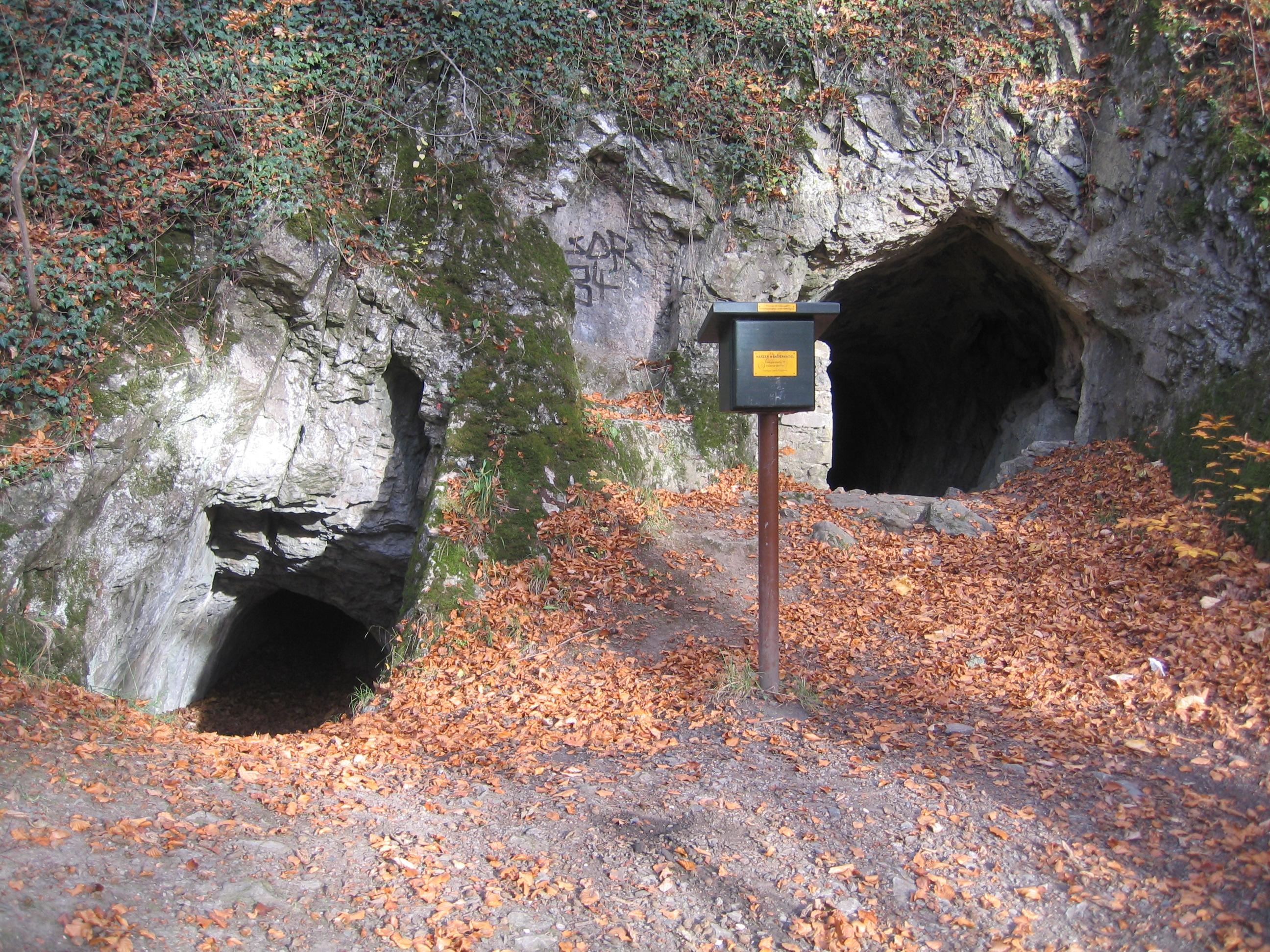
La grotta di Volkmarskeller

Volkmarskeller è una grotta, nota per la sua chiesa, costruita all'interno, nell'Harz, vicino a Blankenburg, nello stato della Sassonia-Anhalt.

## Posizione geografia
La grotta Volkmarskeller si trova nel Parco Naturale Sassonia-Anhalt, a 5 km dalla città di Blankenburg. Si trova a metà strada fra  la sorgente di Eggeröde e l'abbazia di Michaelstein.

## Storia
Per un periodo dall'850 all'870, la grotta divenne l'eremo del rispettato eremita Liutbirg, che era uno stretto confidente dei vescovi Haimo di Halberstadt e Anschaire di Brema. Ma nel 1930, lo storico Walther Grosse dimostrò che l'eremita visse nell'abbazia di Wendhusen.
Accanto all'eremo nel 956 venne fondata una chiesa, dedicata a San Michele, dall'imperatore Ottone I e donata all'abbazia di Quedlinburg. La grotta, situata non lontano dalla tenuta di caccia imperiale di Bodfeld, fungeva da luogo di riposo per gli eremiti. Dopo i lavori iniziati nel 1135, secondo gli annali cistercensi del 1146, la grotta iniziò ad essere usata come una chiesa da alcuni monaci dell'abbazia di Kamp.
Su richiesta della badessa Beatrice II di Quedlinburg, papa Innocenzo II riconobbe la creazione dell'abbazia intorno alla grotta. Dal 1151 al 1167, la comunità di monaci si trasferì laddove si trova oggi l'abbazia di Michaelstein.
La grotta abbandonata fu resa accessibile da lavori eseguiti fra il 1884 e il 1887.